# Pachnoda nigritarsis
Pachnoda nigritarsis är en skalbaggsart som beskrevs av Edgar von Harold 1880. Pachnoda nigritarsis ingår i släktet Pachnoda och familjen Cetoniidae. Inga underarter finns listade i Catalogue of Life.